# Raphael Meldola
Raphael Meldola (Islington, 1849 – Londra, 1915) è stato un chimico inglese.
Di origini ebraiche, scoprì il cosiddetto azzurro di Meldola, colorante ossazinico, utilizzato per tingere il cotone.